# 中華民國頌
中華民國頌（英語：Ode to the Republic of China），是由音樂人兼導演劉家昌所創作的歌曲，歌頌了中國的歷史與壯麗山川。最早的音樂專輯版本由費玉清所唱，收錄在其於1978年12月1日發表的《凝望》中。此曲也曾在香港嘉禾公司電影《黃飛鴻之二：男兒當自強》結尾處作為背景音樂出現。因为政治敏感，在大陆和港澳地区，歌词中的“中华民国”被改为“中华民族”，歌名也改为《中华民族颂》。

## 開播曲歷史
1978年，中華民國與美國斷交大勢已定，中國電視公司總經理梅長齡出於悲憤，請劉家昌出馬製作歌曲鼓舞人心。劉家昌遂創作出《中華民國頌》。
1980年12月至1981年1月5日，中視於每日中午播放中華民國國歌之後與每日晚間節目正式開始之前播放的「開播曲」改為費玉清（當時藝名為費玉青）主唱的《中華民國頌》，取代原開播曲《美好的今天》。
1981年1月6日，中視主控室接獲指示，停用已播了一個多月的《中華民國頌》，恢復以《美好的今天》為開播曲；原因是中視主控室在該日接獲指示稱，由於劉家昌在美國宣稱《中華民國頌》是其所攝台灣電影《揹國旗的人》的主題曲，故應停播《中華民國頌》以免違規。對此，1981年1月6日，中視對外表示，他們早先並不知道《中華民國頌》是《揹國旗的人》的主題曲，所以才把《中華民國頌》選為開播曲；但是現在他們知道這是劉家昌為了宣傳《揹國旗的人》而創作此曲，所以立刻決定恢復以《美好的今天》為開播曲。。費玉清得知中視停播《中華民國頌》，只回應「真可惜」；中視節目部對外表示，綜藝節目裡仍然能唱《中華民國頌》
1987年12月，中視已改用《中華民國頌》為開播曲。
1988年11月，由於劉家昌曾經要求中視支付版稅，中視主動改以上檔的國語連續劇主題曲為開播曲與收播曲，不再以《美好的今天》與《晚安曲》分別作為開播曲與收播曲，以避開版權爭議，同時兼收廣告之效；可見中視在此之前已不使用《中華民國頌》為開播曲。

## 歌词
《中华民国颂》的歌詞很短，一共四句。
歌词第一句歌頌了中國的壯麗山川：一望无垠的青海大草原和绵延至天边的喜瑪拉雅山。第二句讲中国有五千年的历史，先辈在不畏困难险阻在这里建设自己的家园。第三句和第四句抒发感慨：中华民国能够经得起任何考验，只要黃河和長江的水不断流，中华民国将世世代代永远延续下去。

## 政治敏感及中華民族頌
由於中華人民共和國政府一方認為，在1949年中共建政及中華民國政府國府遷臺之後，中華民國已經不復存在。所以歌手在中國大陸及港澳地區演唱此歌曲時，為了避免觸及政治敏感問題，常會將歌名和歌詞中的「中華民國」改為「中華民族」，歌词中除了「中華民國」改成「中華民族」之外，其他完全不变，即《中華民族頌》。例如2008年劉家昌在香港的個人演唱會中，將歌詞中的「中華民國」改成「中華民族」。
香港歌手張明敏發表的最初專輯版本歌曲中的歌詞就是將「中華民國」改成「中華民族」，其演唱的此歌曲的名稱常被稱作《中華民族》或《中華民族頌》。他從來沒有演唱過原版的《中華民國頌》的歌詞。

## 曾演唱、演奏的知名歌手與知名人物
- 費玉清[10][註 1]
- 劉家昌[11][註 2]
- 鄧麗君[12]
- 張明敏[註 3]
- 李建復[13]
- 林志穎[14]
- 鳳飛飛[15]
- 陳明真、林漢成[註 4]
- 王炳忠[16]
- 眼球中央電視台（陳子見、何姍蓉）[17]
- 蔡佳麟[18][註 5]
- 韓國瑜[19]

## 遭惡搞改編
- 中天娛樂台全民大悶鍋之中，台灣藝人郭子乾扮演劉家昌，將前總統陳水扁家族貪污事件與《中華民國頌》內容惡搞改編。[20]
- 反服貿抗議之中，王炳忠因在2014年4月1日的講話之中演唱了《中華民國頌》[21]，但是由於其演唱之時跑調走音十分嚴重，尤其到了最後“千秋萬世 直到永遠”的時候，嗓子已經筋疲力盡。導致衆多臺灣網友稱爲“中華破音頌”[22]，同時也有臺灣網友將王炳忠演唱的部分與Imagine Dragons演唱的《It's Time》結合在一起惡搞爲《It's 腫花皿鍋》[23]，甚至亦有人特意將其演唱的跑調走音部分截取下來做爲手機鈴音使用[24]。

## 外部連結
- YouTube上的中華民國頌
- YouTube上的中華民國頌（合唱版本）